# Tom Truscott
Tom Truscott é um profissional em ciência da computação norte-americano, mais conhecido por ter criado o Usenet com Jim Ellis, quando ambos estudavam na graduação da Universidade de Duke. Ele também é membro da ACM, IEEE, e Sigma Xi. Uma de suas primeiras empreitadas na computação foi escrever um programa de computador para se jogar xadrez, e mais tarde trabalhou em um otimizador global para a linguagem de programação C nos Bell Labs. Hoje em dia, Truscott trabalha no SAS Institute como desenvolvedor de ferramentas para análise de software. 
Por ter criado o Usenet, Truscott recebeu o prêmio Usenix Life Time Achievement Award.